# Ястребщина
Ястребщина (укр. Яструбщина) — село, Ястребщинский сельский совет, Глуховский район, Сумская область, Украина.
Код КОАТУУ — 5921589801. Население по переписи 2001 года составляло 307 человек.
Является административным центром Ястребщинского сельского совета, в который, кроме того, входит село
Вишенки.

## Географическое положение
|

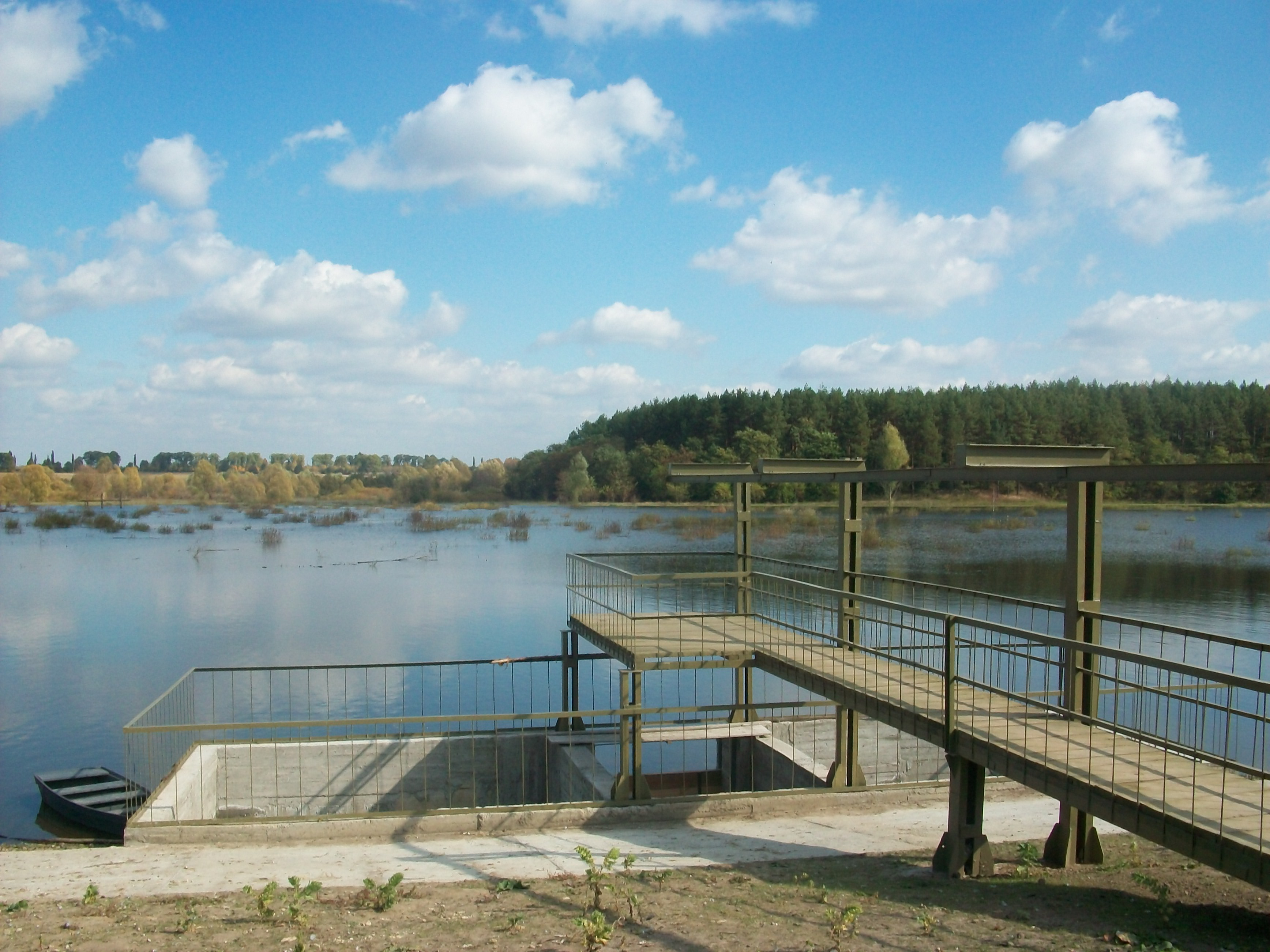
Река Локня

Село Ястребщина находится на правом берегу реки Локня, выше по течению на расстоянии в 1,5 км расположено село Уланово.

## История
- Село Ястребщина известно с XVII века.[3]
- В 1676 году в составе Глуховского полка: в селе атаман Степан Чоний, войт Хведор Лисий[3].
- Село было в составе Улановской волости Глуховского уезда Черниговской губернии.
- В селе Ястребщина была Преображенская церковь. Священнослужители Преображенской церкви[4]:
  - 1881—1886 — священник Михаил Громаковский, псаломщик Косма Зеленский
  - 1903 — священник Николай Рождественский
  - 1916 — священник Николай Стопановский.

## Экономика
- «Звенигородское», ООО.

## Достопримечательности
- Братская могила советских воинов.